# 竹田純
竹田 純（たけだ じゅん、1982年9月21日 - ）は、日本のバレエダンサー。静岡県出身。セブンス所属。一般社団法人床バレエ協会の主宰、講師を務める。

## 来歴・人物
静岡県静岡市清水区出身。実家は中華料理屋。家族は両親と姉、2023年3月に結婚したパートナーがいる。
17歳で伊藤美智子バレエスタジオにてクラシックバレエを学ぶ。高校卒業後、東京バレエ団に入団。東京バレエ団、及び東京バレエ学校のイメージポスターのメインモデルに起用される。
2003年に渡仏。パリにある国立バレエ学校Conservatoire à rayonnement régional de Boulogne-Billancourtで学ぶ。23歳のとき、フランス国際バレエコンクールConcours International de Danse Classique Biarritz のパ・ド・ドゥ部門で銅メダルを獲得。その後、フランスのOpéra de Limoges、Slovak National Theatre、Dutch National Balletなどのバレエ団に所属、様々な舞台に出演。
帰国後、バレエ式エクササイズのバーオソル講師として活動。2011年に著書「バーオソル・ダイエットーバレエダンサーのしなやかな身体の秘密ー」（講談社）を発表。2012年に「1日10分でやせられる バーオソル・ダイエットDVD BOOKーバレエダンサーのしなやかな身体の秘密ー」(講談社)を発売。同DVDは、日本人がメインで出演するDVDとしては初めてパリのオペラ座ガルニエ宮で販売される。バーオソルシリーズで累計9万部を突破。
「美尻王子」としてマスメディア等にも多く出演し、独自のダイエット・エクササイズを多く紹介している。
一般社団法人床バレエ協会、及び、自身のバレエフィットネススタジオを2018年にオープン。一般向けにストレッチや筋力アップを基本としたエクササイズの指導の他、インストラクター養成講座、クラシックバレエ指導、講演活動なども行っている。
2019年に、フランスへ移住しバレエフィットネスの活動をしている。
2023年3月、6歳年下のインテリアデザイナーの男性とフランスにて結婚した。

## 出版

### 書籍
- バーオソル・ダイエット －バレエダンサーのしなやかな身体の秘密－（2011年、講談社）
- シリトレ お尻からはじまるボディメイク（2012年、日本文芸社）[8]
- 全身美人になる!バレエワークアウト（2015年、学研プラス）[9]
- 疲れとりストレッチ バレックス（2017年、世界文化社）[10]
- 1分!美尻立ちダイエット（2018年、学研プラス）[11]
- マネしたらやせた! 30秒だけ床バレエ（2023年4月12日、講談社）

### DVD・DVDブック
- 1日10分でやせられる バーオソル・ダイエット －バレエダンサーのしなやかな身体の秘密－（2012年、講談社）
- 美尻王子の体幹スパイラルダイエット（2013年、学研プラス）[12]
- DVDbookしなやかで美しいラインができる フレンチバレエメソッド（2014年、大和書房）[13]
- DVD動画付き おうちでできる バレエストレッチ＆フィットネス 決定版－姿勢がよくなり、引き締め＆柔軟性アップ 体の中から10歳若返る（2020年、学研プラス）[14]

## メディア出演

### テレビ
- はなまるマーケット（2011年5月29日、TBSテレビ）
- 金曜日のスマたちへ（2011年7月22日、TBSテレビ）[15]
- スッキリ!!（2011年10月31日、日本テレビ）
- ライオンのごきげんよう（2011年12月15日 - 19日、2013年1月31日 - 2月4日、2015年5月15日、フジテレビ）
- きれいの魔法（2012年1月5日・12日、NHK Eテレ）
- ヒルナンデス!（2012年2月1日、2017年6月30日、2017年7月7日、日本テレビ）
- ぐるぐるナインティナイン（2012年2月9日、日本テレビ）[16]
- さんま岡村の日本人なら選びたくなる二択ベスト50!SP!（2012年5月29日、日本テレビ）
- 笑っていいとも!（2012年5月16日、フジテレビ）
- よるべん（2013年1月11日、TBSテレビ）
- 今夜くらべてみました（2013年3月13日、日本テレビ）
- 人生が変わる1分間の深イイ話〜巷で話題の美男美女をつくる美容法SP（2013年7月1日、日本テレビ）
- 深イイ×しゃべくり合体傑作選（2013年7月28日、日本テレビ）
- 人生の正解TV〜これがテッパン!〜（2013年8月23日、フジテレビ）
- PON!（2013年10月16日、日本テレビ）[17]
- スクール革命!（2014年1月19日、日本テレビ）
- お願い!ランキング（2015年2月6日、テレビ朝日）
- 猫のひたいほどワイド（2016年4月 - 2017年3月、テレビ神奈川） - 「小林且弥のキューツとエクササイズ」講師として
- サタハピ しずおか（2016年 - 2019年、静岡朝日テレビ）[18]
- ひるキュン!（2017年1月15日、4月28日、TOKYO MX）
- Rの法則（2017年7月25日・8月16日、NHK Eテレ）[19]
- 有吉反省会（日本テレビ）
  - 特別番組 第17回「有吉大反省会2時間スペシャル追い詰められた芸能人たちのカミングアウト・バトル!」（2017年12月23日）[20]
  - 特別番組 第18回「真夜中の有吉反省会 美男Tオネエ疑惑&関口メンディー愛しすぎる女優A」（2018年3月23日）[21]
  - 第263回 「美男バレエダンサーが禁断の告白」（2018年7月28日）[22]
- 突撃!ナマイキTV（東日本放送） - ミニコーナー「美尻王子のロイヤルレッスン」担当[23]
- BeauTV〜VoCE（2023年5月20日、テレビ朝日）[24]
- 新婚さんいらっしゃい!（2023年6月4日、朝日放送テレビ・テレビ朝日系列）[1][25]
- ホンマでっか!?TV（2023年6月28日、フジテレビ）

### 主なラジオ出演
- Blue Ocean（2017年12月7日、TOKYO FM）[26]
- 中西哲生のクロノス（2017年10月26日、TOKYO FM）[27]
- J-WAVE TOKYO MORNING RADIO（2017年10月18日、J-WAVE）[28]
- E-ne!〜good for you〜（2017年11月7日、FMヨコハマ）[29]
- Hello! I,Radio（2017年10月31日、ラジオ日本）[30]

### 主な雑誌出演
- VoCE（講談社）[31]
- 美的（小学館）[32][33]
- saita（セブン&アイ出版）
- Tarzan（マガジンハウス）[34]
- an・an（マガジンハウス）[35][36]
- ESSE（扶桑社）[37][38]
- HONEY Beauty（ネコ・パブリッシング）[39]